# دانشکده مهندسی مکانیک دانشگاه تبریز
دانشکدهٔ فنی-مهندسی مکانیک دانشگاه تبریز یکی از ۳ دانشکدهٔ فنی این دانشگاه است. دانشکدهٔ فنی دانشگاه تبریز در سال ۱۳۳۷ خورشیدی تأسیس شده و در سال ۱۳۸۲ خورشیدی به ۳ دانشکدهٔ مستقل فنی-مهندسی برق و کامپیوتر، فنی-مهندسی عمران و فنی-مهندسی مکانیک تقسیم شد. دانشکدهٔ فنی-مهندسی مکانیک پس از ایجاد، به‌عنوان یکی از مهم‌ترین دانشکده‌های دانشگاه تبریز شناخته‌شد. هم‌اکنون در این دانشکده حدود ۲۰۰۰ نفر دانشجو مشغول تحصیل هستند که از این میان ۱۰۹ نفر در مقطع دکترا هستند. دانشکدهٔ فنی-مهندسی مکانیک دانشگاه تبریز صاحب ۴۹نفر هیأت علمی است که این تعداد، ۱۳ نفر استاد، ۱۷ نفر دانشیار، ۱۵ نفر استادیار و ۴ نفر مربی را شامل می‌شود. این دانشکده دارای ۲۵ آزمایشگاه و کارگاه است که فعالیت‌های تحقیقاتی در آن‌ها انجام می‌پذیرد.

## رشته‌های تحصیلی
دانشکدهٔ فنی-مهندسی مکانیک دانشگاه تبریز از چهار گروه آموزشی «مهندسی ساخت و تولید»، «مهندسی صنایع»، «مهندسی مکانیک» و «مهندسی مواد» تشکیل یافته‌است:

### مهندسی صنایع
گرایش صنایع (بهینه سازی سیستمها) در مقطع کارشناسی
گرایش سیستم های تولید و خدمات در مقطع کارشناسی ارشد

### مهندسی مکانیک
- تبدیل انرژی
- حرارت و سیالات
- ساخت و تولید
- سیستم محرکه خودرو
- طراحی جامدات
- طراحی کاربردی
- هوا فضا

### مهندسی مواد
- سرامیک
- متالورژی صنعتی

## امکانات
- آزمایشگاه ترمودینامیک
- آزمایشگاه انتقال حرارت
- آزمایشگاه ریخته گری
- آزمایشگاه ماشین‌های حرارتی
- آزمایشگاه ماشین‌های بخار
- آزمایشگاه مقاومت مصالح
- آزمایشگاه دینامیک و ارتعاشات
- آزمایشگاه مکانیک سیالات
- آزمایشگاه هیدرولیک و پنوماتیک
- آزمایشگاه فتوالاسیته
- آزمایشگاه اندازه گیری دقیق
- آزمایشگاه کنترل اتوماتیک
- آزمایشگاه توربو ماشین
- آزمایشگاه اتومکانیک
- آزمایشگاه فشار قوی
- آزمایشگاه علم مواد
- آزمایشگاه متالوگرافی

ساختمان ۱۴ دانشکده مکانیک؛ اکثر آزمایشگاه‌های این دانشکده در این ساختمان مستقرند.

- آزمایشگاه متالورژی و عملیات حرارتی
- آزمایشگاه مواد دیرگداز
- آزمایشگاه شیشه
- آزمایشگاه لعاب
- آزمایشگاه چینی
- آزمایشگاه ساخت سیمان
- آزمایشگاه مواد اولیه سرامیکی و ساخت قالب و مدل
- آزمایشگاه شکل دادن مواد سرامیکی
- آزمایشگاه خشت و پخت مواد سرامیکی
- کارگاه آموزشی:
  - کارگاه سنگ زنی
  - کارگاه تراشکاری
  - کارگاه فرزکاری
  - کارگاه جوشکاری
  - کارگاه ورقکاری
  - کارگاه ماشین‌های CNC
  - کارگاه اسپارک
  - کارگاه تزریق پلاستیک
  - کارگاه ماشین ابزار